# Сосновая (Пермский край)
Сосновая — посёлок в Гайнском районе Пермского края. Входит в состав Гайнского сельского поселения. Располагается на берегу реки Весляны западнее районного центра, посёлка Гайны. Расстояние до районного центра составляет 36 км. По данным Всероссийской переписи населения 2010 года, в посёлке проживало 209 человек (110 мужчин и 99 женщин).

## История
По данным на 1 июля 1963 года, в посёлке проживало 606 человек. Населённый пункт входил в состав Аннинского сельсовета.